# Manfred Wegscheider

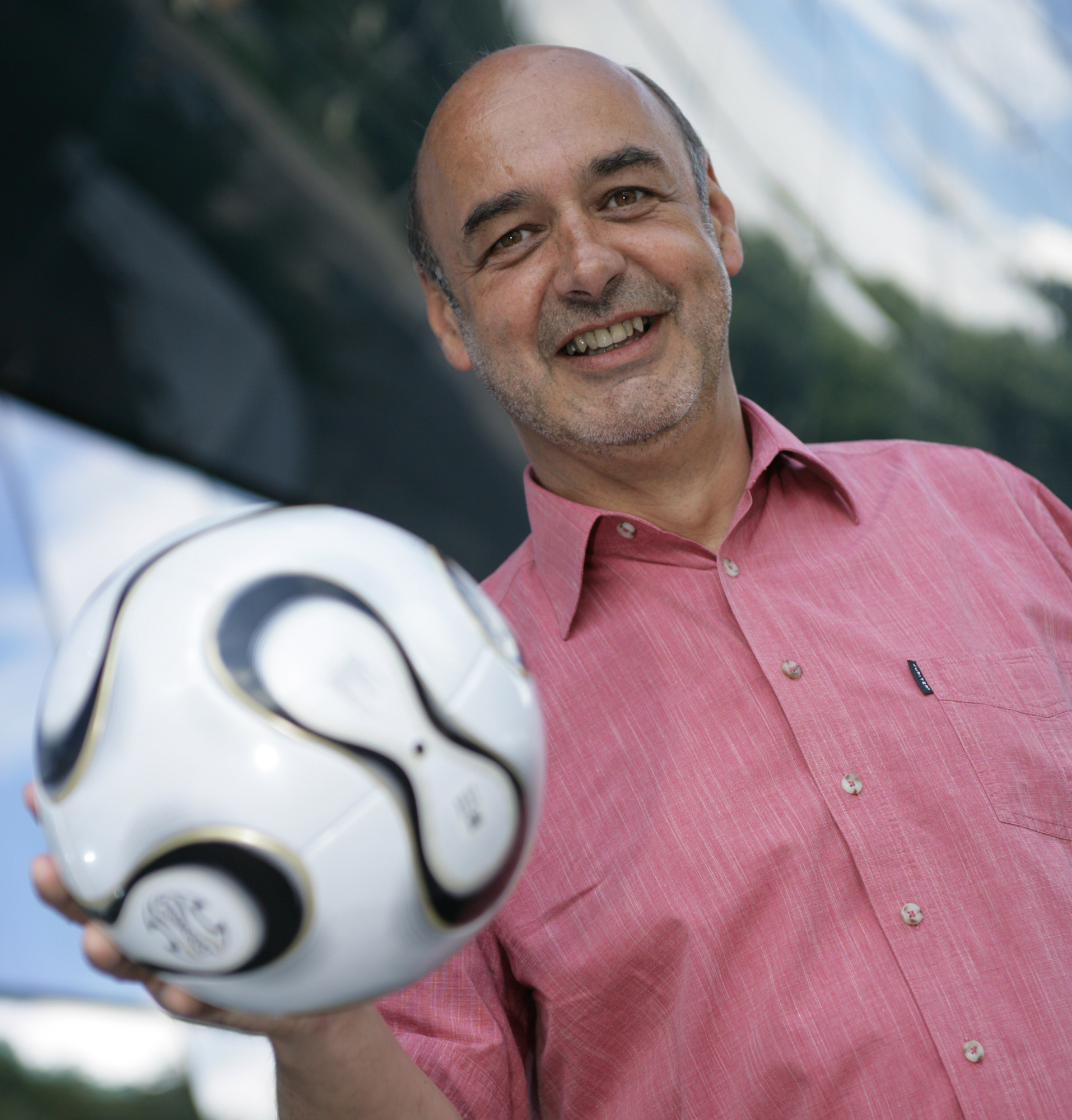
Manfred Wegscheider

Manfred Wegscheider (* 3. August 1949 in Kapfenberg) ist ein österreichischer Landespolitiker der SPÖ. Er war von Oktober 2010 bis Dezember 2012 Präsident des Landtags der Steiermark und mit Unterbrechungen von 1999 bis 2017 Bürgermeister von Kapfenberg.

## Ausbildung und Beruf
Wegscheider besuchte zwischen 1955 und 1959 die Volksschule und danach von 1959 bis 1963 die Hauptschule. Im Anschluss absolvierte er zwischen 1963 und 1968 die HTBL für Maschinenbau in Kapfenberg. Er arbeitete von 1969 bis 1970 als Assistent im Walzwerk der Firma Pengg und war danach von 1970 bis 2000 Abteilungsleiter für Qualitätssicherung bei Böhler in Kapfenberg.

## Politik und Funktionen
Wegscheider begann seine politische Karriere zwischen 1975 und 1979 als Gemeinderat in Thörl. Er wurde 1979 zudem Bildungs- und Kulturreferent der Sektion Redfeld/Kapfenberg und 1985 Gemeinderat in Kapfenberg. Er übernahm 1989 die Funktion des Stadtrats für Stadtwerkeangelegenheiten und stieg 1995 zum Vizebürgermeister in Kapfenberg auf. Wegscheider war vom 16. Dezember 1999 bis 24. Oktober 2005 erstmals Bürgermeister von Kapfenberg. Vom 25. Oktober 2005 bis 21. Oktober 2010 war er in der Landesregierung Voves I Landesrat für Sport, Umwelt und erneuerbare Energie in der Steiermark. Er wurde am 21. Oktober 2010 zum Landtagspräsidenten des Landtags der Steiermark gewählt, wobei er diese Funktion bis zum 14. Dezember 2012 innehatte. Am 13. Dezember wurde er erneut zum Kapfenberger Bürgermeister gewählt. Seine Amtszeit als Bürgermeister endete am 31. Dezember 2014 durch Auflösung des Gemeinderates wegen der Fusionierung von Kapfenberg und Parschlug. Im Anschluss wurde er zum Regierungskommissär der fusionierten Gemeinde bestellt und nach den Gemeinderatswahlen vom 22. März 2015 am 22. April wiederum zum Bürgermeister von Kapfenberg gewählt. Im Juni 2017 trat er als Bürgermeister überraschend zurück.